# 클랜데스틴 차일드후드
클랜데스틴 차일드후드(Infancia clandestina, Clandestine Childhood)는 브라질에서 제작된 벤자민 아빌라 감독의 2011년 드라마 영화이다. 에르네스토 알테리오 등이 주연으로 출연하였다.

## 출연

### 주연
- 에르네스토 알테리오
- 나탈리아 오레이로
- 세자르 트론코소

### 조연
- 벤자민 아빌라

## 제작진
- 프로듀서: 루이스 푸엔조
- 프로듀서: 벤자민 아빌라